# Комплекс будівель міського училища ім. С. Ф. Грушевського
Комплекс будівель міського училища ім. С. Ф. Грушевського — споруда у стилі модерн на вул. Кирилівська, 164 у Києві. Пам'ятка відзначається оригінальністю вирішення, є зразком раціоналістичної течії українського архітектурного стилю початку 20 ст. На думку історика архітектури Чепелика училище Грушевського є однією з найяскравіших пам'яток українського архітектурного модерну не лише Києва, а й всієї України.

## Історія
1907 Київська шкільна комісія ухвалила рішення про будівництво комплексу школи в Києві. Міська управа розпорядилася виділити ділянку у тогочасному передмісті Києва на Куренівці. Проєкт розробляв архітектор Едуард-Фердинанд Брадтман. У 1908 році Василь Кричевський долучився до проєкту, щоб оформити фасади будівлі в стилі українського модерну.
У червні 1910 розпочали будівництво під наглядом Едуард-Фердинанда Брадтмана. 26 грудня 1911 відбулося відкриття училища. Фінансування проєкту здійнювалося за гроші із заповіта батька Михайла Грушевського, Сергія Грушевського, (100 тис. крб.) та Міська управа (23 тис. крб.).
Будинок був неодноразово пошкоджений через пожежі 1912, 1921, 1943 років. Під час відновлення були втрачені деякі оригінальні риси будинку.
Наразі у будинку розміщено перенесений з Криму Таврійський національний університет імені В. І. Вернадського.

## Опис
Триповерховий цегляний П-подібний будинок з дерев'яними перекриттями та вальмовим дахом. Внутрішнє планування коридорне з класними кімнатами по боках. Має два входи з боку головного фасаду через тамбури й вестибулі, та дві двомаршові сходи. На першому поверсі посередині є невеликий світловий хол з вікнами на подвір'я. В центральній частині третього поверху — актова зала. Фасад розділено по горизонталі на два яруси. В нижньому — вікна з перемичками еліпсоподібної форми, у верхньому (другий і третій поверхи) — трапецієподібної, характерної для українського модерну початку 20 ст. Нахил верхнього одвірка вікон другого поверху зроблено під кутом 45°, третього — 60°. Завершуються стіни цегляним карнизом невеликого виносу. Головний фасад має два бічні ризаліти, трохи висунуті з площини стіни з тамбурами, які нагадують силует української хати. Стіни декоровано різними орнаментами з кахлів та майоліки. Найпомітніші з них, трикутний орнамент у вигляді нерозкритих бутонів квітів на рівні підвіконної смуги між другим і третім поверхами, що оперізують будинок з трьох боків. На осях простінків верхнього поверху — круглі тондо, заповнені трикутними кахлями, що утворюють розетки. Під карнизом помітні квадратні зелені кахлі, над карнизом у полі трикутних фронтончиків вписано квадратні й трикутні кахлі, що зливаються у ромбічну форму.
Бічні фасади вирішено стримано з маленькими вікнами витягнутих пропорцій. Сходова клітка, має здвоєні вузькі вікна.

## Галерея

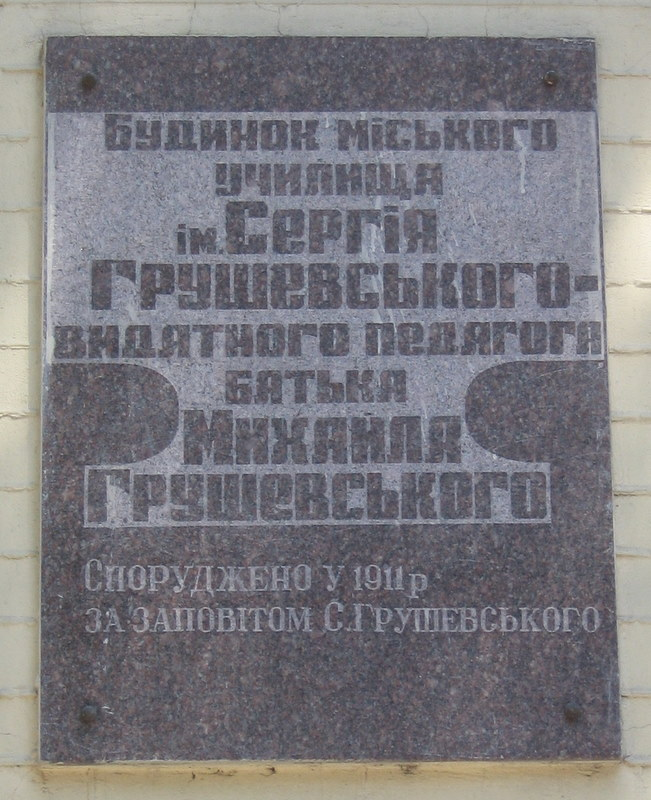
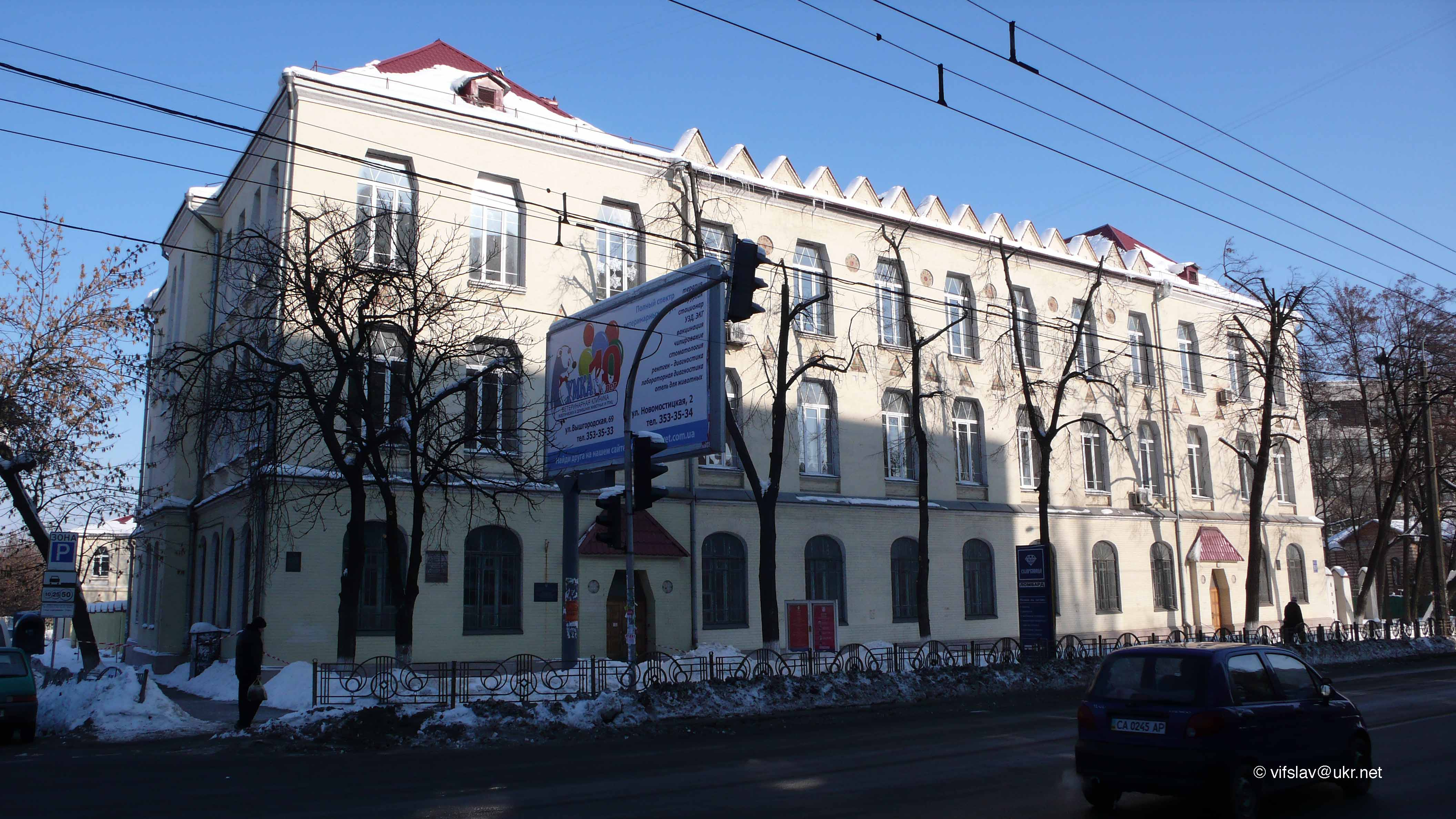
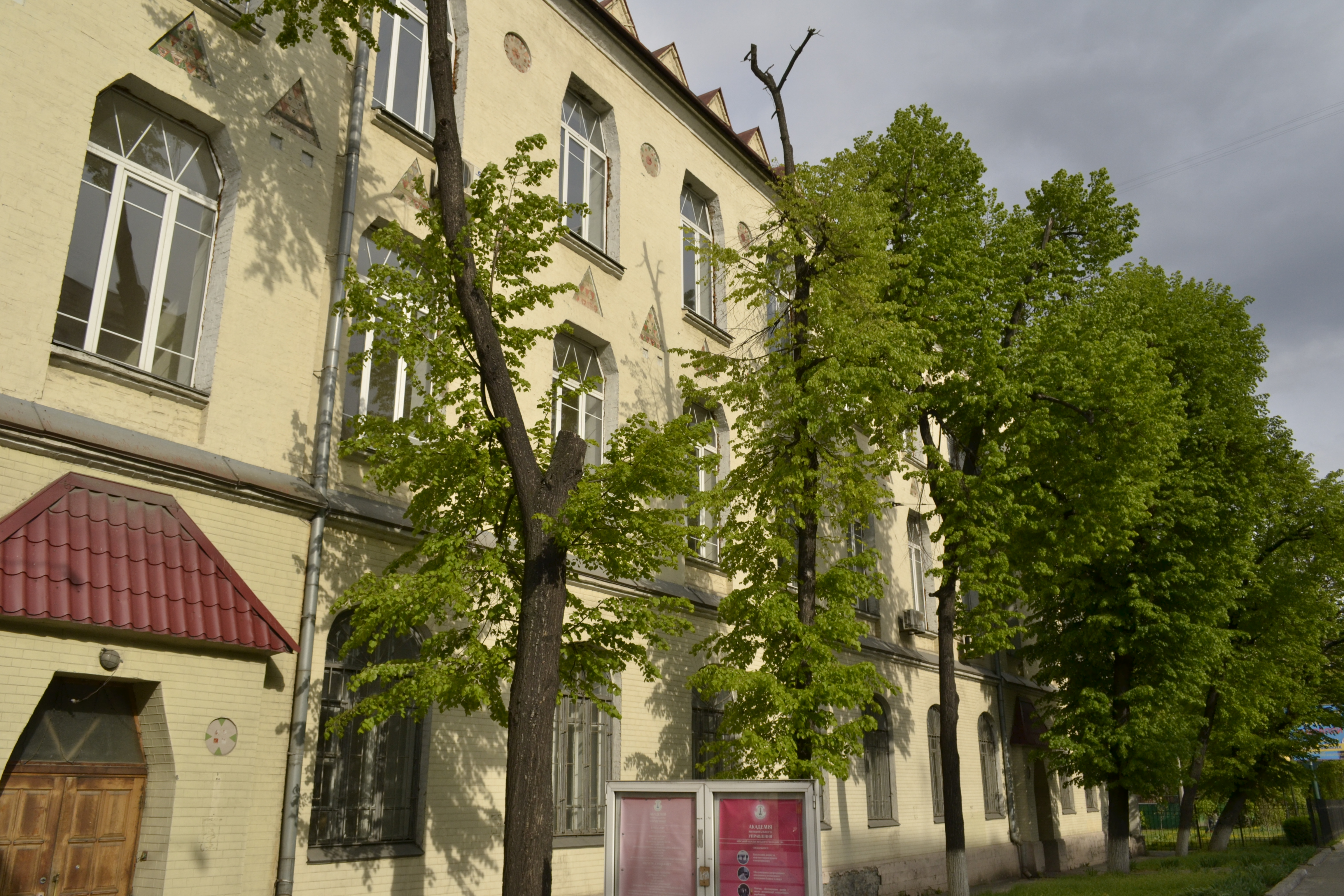
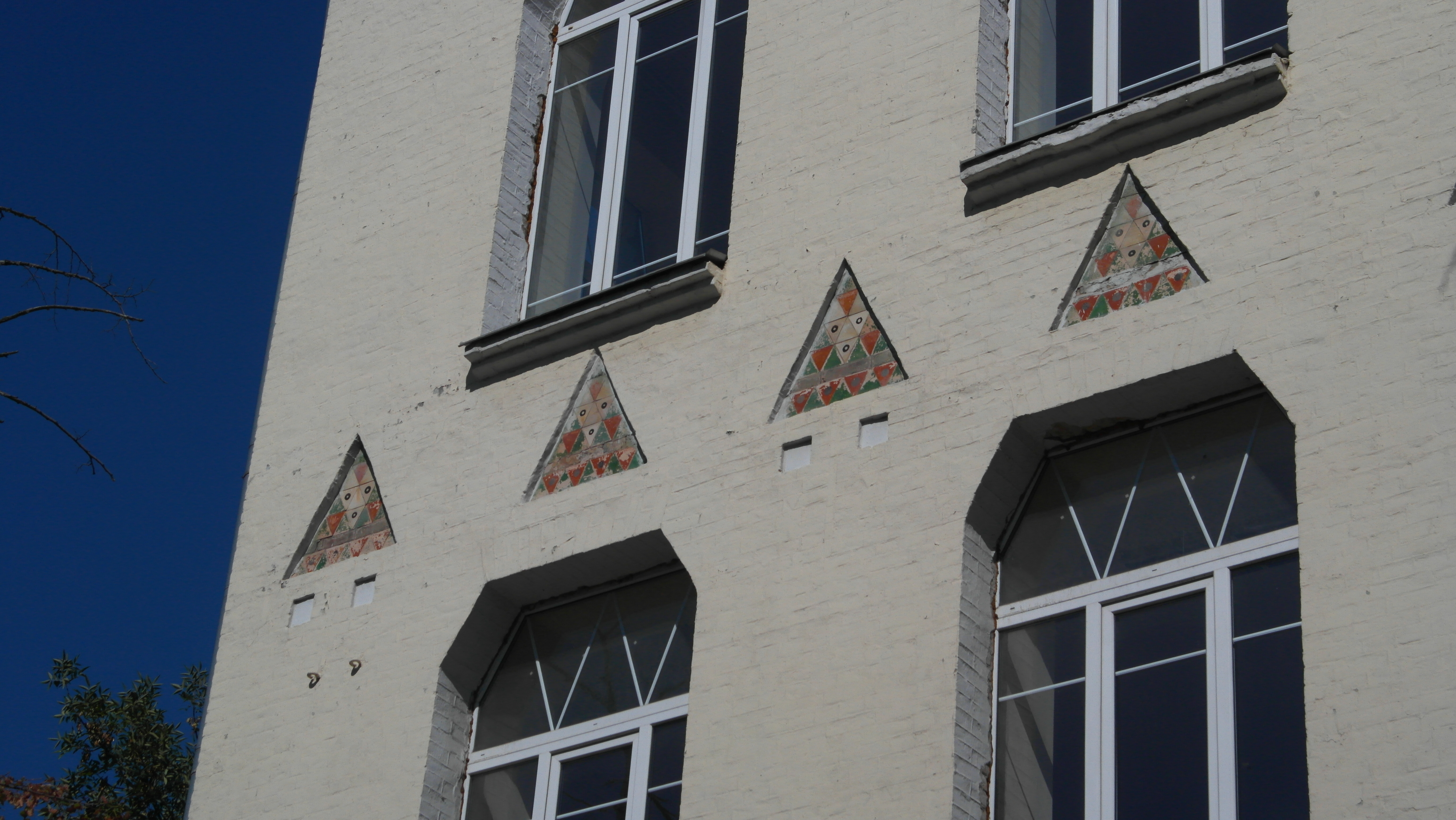